# Iron Savior (album)
Iron Savior is het debuutalbum van de Duitse powermetalband Iron Savior. Alle nummers op het album maken deel uit van een sciencefictionverhaal dat de band op hun albums vertelt.

## Tracklist
Alle nummers zijn geschreven en gecomponeerd door Piet Sielck, tenzij anders vermeld.
1. "The Arrival" (1:08)
2. "Atlantis Falling" (4:34)
3. "Brave New World" (4:32)
4. "Iron Savior" (4:26)
5. "Riding on Fire" (4:54)
6. "Break It Up" (5:01)
7. "Assailant" (4:18)
8. "Children of the Wasteland" (4:48)
9. "Protect the Law" (4:16)
10. "Watcher in the Sky" (geschreven door Piet Sielck en Kai Hansen) (5:21)
11. "For the World" (5:24)
12. "This Flight Tonight" (Nazareth-cover) (3:56)

## Bandleden

### Iron Savior
- Piet Sielck - zang, gitaar, basgitaar, keyboard, productie
- Kai Hansen - zang, gitaar, bijkomende productie
- Thomen Stauch - drums, bijkomende productie

### Aanvullende muzikanten
- Hansi Kürsch – zang op "For the World"
- Dirk Schlächter – bijkomende basgitaar
- Henne – achtergrondzang op "Riding on Fire"

### Productie
- Rüdiger Beissert – assistent-technicus
- Rainer Drechsler – foto's
- Henny – albumhoesillustraties en logo-ontwerp
- Kai en Uwe Karczewski – origineel logo-ontwerp